# 9 Pułk Haubic Polowych (austro-węgierski)
Pułk Haubic Polowych  Nr 9 (niem. Feldhaubitzregiment Nr. 9) – pułk artylerii polowej cesarskiej i królewskiej Armii.
Patron (niem. Regimentsinhaber): Książę Józef I Wacław Liechtenstein.
W 1914 roku pułk stacjonował twierdzy Josefov (niem. Jeosphstadt) na terytorium 9 Korpusu i wchodził w skład 9 Brygady Artylerii Polowej.

## Skład
- Dowództwo
- 4 x bateria po 6 haubic M99[1].

## Komendanci pułku
- płk Josef Wosáhlo (1914)